# Ano Pala
Ano Pala est un homme d'affaires et homme politique papou-néo-guinéen. Il est notamment le ministre des Affaires étrangères de 2011 à 2012 et deux fois ministre de la Justice. Ministre durant chacun de ses mandats parlementaires, il a à chaque mandat changé de parti pour se joindre au parti au pouvoir.

## Biographie
Directeur de deux entreprises de holding à partir de 1982 et d'une entreprise de location de gardes du corps à partir de 1983, il devient conjointement directeur de multiples entreprises allant de l'immobilier à la firme d'experts conseils, de la mariculture au marketing agricole et à l'assurance automobile.
Clerc du Parlement national de 1997 à 2007, il entre ensuite lui-même en politique en étant élu député de la circonscription de Rigo (un district de la Province centrale) au Parlement national aux élections législatives de 2007, avec l'étiquette du Parti de l'alliance nationale, au pouvoir. Secrétaire parlementaire auprès du ministre des Mines Puka Temu de 2007 à 2010, il est nommé ministre de la Justice et Procureur général dans le gouvernement de Sir Michael Somare en mai 2010. À ces portefeuilles ministériels s'ajoutent celui de l'Agriculture à partir de décembre 2010. 
Durant la crise constitutionnelle papou-néo-guinéenne de 2011-2012, il rejoint le parti Congrès national populaire et le nouveau gouvernement de Peter O'Neill et y est nommé ministre des Affaires étrangères et de l'Immigration en août 2011. À ce poste, il prend la décision très controversée d'accorder la citoyenneté papou-néo-guinéenne à Djoko Tjandra, un riche homme d'affaires indonésien qui a fui son pays pour y échapper à une peine de deux ans de prison pour corruption. Ano Pala se justifie en affirmant que Djoko Tjandra investirait kina 5 000 000 000 dans l'économie de la Papouasie-Nouvelle-Guinée et qu'il s'agissait par ailleurs de « sauver une personne qui n'a pas été bien traitée dans son propre pays ». L'ombudsman dénonce une décision illégale du ministre, et prise en ne tenant pas compte de l'avis de l'Agence nationale de Sécurité qui avait informé Ano Pala de la notice rouge émise par Interpol à l'encontre du fuyard.
Après les élections législatives de 2012, Ano Pala est fait ministre des Transports dans le gouvernement de Peter O'Neill. En juin 2014, il est promu ministre de la Justice et Procureur général. En juillet, un magistrat du tribunal de district de Waigani (en) (le district où siège le gouvernement) émet un mandat d'arrêt contre lui pour entrave à la justice et abus de pouvoir, l'accusant d'avoir protégé le Premier ministre O'Neill soupçonné de corruption,,. Il conteste la légalité du mandat d'arrêt à son encontre, qui est finalement cassé par la Cour suprême en 2016. En avril 2016, il est arrêté et inculpé pour détournement de fonds publics et pour abus de pouvoir, accusé d'avoir utilisé pour son propre bénéfice plus de kina 2 000 000 d'argent public destiné au développement économique et social de sa circonscription,. Il est déclaré non coupable par un tribunal en novembre, faute de preuves concluantes.
Ano Pala est battu dans sa circonscription aux élections législatives de 2017 par un candidat indépendant, Lekwa Gure. En 2020, il est fait chevalier commandeur de l'ordre de l'Empire britannique à la demande du gouvernement Marape. Il retrouve son siège aux élections législatives de 2022, cette fois avec l'étiquette du Pangu Pati, le parti au pouvoir, et est nommé ministre des Mines par le Premier ministre James Marape. 
Le 18 janvier 2024, à l'occasion d'un remaniement ministériel, il cède le ministère des Mines à Muguwa Dilu et devient le ministre de la Planification nationale, fonction jusque là détenue par le Premier ministre Marape,,.